# Niedermayrite
La niedermayrite è un minerale.

## Etimologia
Chiamata così in onore del mineralogista e geologo austriaco Gerhard Niedermayr (1941- ), che si è occupato prevalentemente della mineralogia delle Alpi esterne.